# Gnuní
Els Gnuní foren una família de nakharark d'Armènia que posseïren el districte de l'Akhiovit amb la capital Zarishan (Ardjish), l'Apahunik amb la capital Mantziciert i l'Arberaní amb la ciutat de Berkri a la riba nord del llac Van (a la província de Tauruberan). A més participaven en la cort reial i el 363 havien heretat dels prínceps d'Anzitene la dignitat de senescal reial i tenien el títol hereditari de gran-majordom del regne d'Armènia. Els prínceps Gnuní són considerats una branca dels Arzerunis i com aquests reclamaven un origen en Senaquerib d'Assíria

## Història
El primer nakharar esmentat és Atat, que va seguir al rei a la Persarmènia vers el 387/390. Atom apareix vers el 445 i Baanes Gnuní cap al 451 al temps de la rebel·lió nacional-religiosa. Un altre Baanes fou fidel a Baanes Mamiconi durant la rebel·lió del 481-482 i se'l esmenta junt amb Aratom, probablement el seu germà.
La figura més important de la família fou Mjej Gnuní (llatinitzat Mezezius Genunius) que fou marzban d'Armènia del 518 fins al 548. En el govern anterior, vers el 515 o 516, els huns Sabirs van fer una incursió des del Caucas fins a Armènia i Àsia Menor (fins al Taure), que també va tocar Pèrsia (Mèdia). Mjej va prendre mesures per evitar una altra incursió i el 527 quan els huns van baixar cap Armènia, els va rebutjar. A Metje el va succeir el 548 Gushnasp-Vahram.
Un altre Mjej Gnuní fou nomenat per l'emperador Heracli mestre dels soldats d'Armènia (la dignitat de grans majordom hereditaris a Armènia l'havien perdut a favor de l'Imperi). El 630 Mjej va dirigir la reocupació dels territoris retornats pels perses. Els romans d'Orient esperaven restablir a aquestes terres l'ortodòxia grega i Mjej va invitar al patriarca Ezr a anar a Teodosiòpolis d'Armènia a sotmetre's a les doctrines de Calcedònia, i si no ho feia es nomenaria per l'Armènia romana d'Orient un anti-patriarca. Ezr va acceptar va anar a Teodosiòpolis on es va reunir un sínode (631). Finalment, després de mesos de discussió, la qüestió de Calcedònia es va ometre per motius de conveniència i el sínode es va limitar a una condemna del nestorianisme, i així Ezr va poder adherir a les fórmules que se li presentaven i els grecs el van poder considerar admès a l'ortodòxia (632). El marzban d'Armènia Varaz-Tirots Bagratuní es comportava com a sobirà autònom aprofitant les lluites civils a Pèrsia i Mjej Gnuní, per velles rivalitats familiars, el va calumniar davant el persa Rostam Farrokhzād (anomenat rei per les fonts armènies, però en realitat cap de l'exèrcit), i en va demanar la destitució amenaçant en cas contrari amb la guerra. Mjej va enviar al seu germa Garikhpet Gnuní a Dvin per detenir i emportar-se a Varaz-Tirots però la guarnició persa, que li era lleial, ho va impedir. Varaz-Tirots davant el perill va fugir a Taron. Allí va demanar justícia a l'emperador Heracli, del que va obtenir un salconduit, i es van entrevistar a l'Osroene. Heracli va reconèixer la injustícia que es feia amb Varaz-Tirots i el va fer patrici i el va omplir d'honors i regals (634). Però mentre estava a la cort imperial va entrar en un complot contra l'emperador organitzat pels mateixos fills d'aquest. El complot va fracassar i els conspiradors foren castigats: a un fill i un nebot de Varaz-Tirots, que estaven més compromesos, se'ls va tallar el nas; Varaz-Tirots fou deportat a una illa probablement de la costa d'Àfrica. El nakharar David Saharuní, part també de la conspiració a Armènia, fou detingut per Mjej Gnuní però es va poder escapar, va convèncer a les tropes (molts dels quals eren armenis) i va matar a Mjej i es va proclamar magister militium.
Mezezius III Gnuní (Mecenci) va servir amb l'exèrcit romà d'Orient com a patrici i comes obsequi (o estrateg d'Opsícion, segons un altre interpretació). Va estar implicat en l'assassinat de Constant II el setembre del 668 a Siracusa; els conspiradors, un nombre important entre els quals hi havia militars, polítics i religiosos de l'illa de Sicília, el van proclamar emperador romà d'Orient. Mentre això passava a Constantinoble arribava la notícia de la mort de l'emperador i el seu fill Constantí IV era coronat successor legítim. El primer que va fer Constantí IV, va ser enviar una flota cap a Siracusa per enderrocar Mecenci i els sublevats, en el que els historiadors no es posen d'acord és si Constantí va participar en l'expedició. Segons Teòfanes el Confessor, Constantí hi va anar per acabar personalment amb l'usurpador, al qual va tallar el cap i va exposar després a l'hipòdrom; altres cronistes grecs posteriors a Teòfanes (Joan Zonaràs, Jordi el Monjo, etc.) afegeixen que Constantí IV va castigar severament a un patrici anomenat Justinià que s'havia compromès amb els rebels; l'emperador va ordenar la seva execució i va fer castrar el seu fill, el qual esdevindria patriarca Germà I de Constantinoble, per haver gosat lamentar-se per l'execució del seu pare. Altres fonts documentals d'aquella època, com el Liber Pontificalis no esmenten la participació directa de l'emperador en l'expedició siciliana i afirmen que Mececi va ser destronat per les mateixes tropes de l'exarcat. La mort de Mezezius va esdevenir al principi del 669.
Baanes Gnuní conegut per Dashnak (el del punyal) va morir en la batalla final de Bagrevand de 25 d'abril del 772 que va posar fi a la revolució nacional. Els qaisites de Djahap al-Qaisi van ocupar l'Akhiovit i Apahunik i van establir la seva capital a Mantziciert fundant l'emirat Qaysita. Els uthmànides van ocupar la resta del principat de Gnuní. Els Gnuní es van refugiar amb els Bagràtides al sud del Tayk i després devien passar a l'Imperi Romà d'Orient. Una altra branca va fugir a Baspracània on apareixen a la meitat del segle ix entre els vassalls del Arzerunis, amb els que estaven originalment emparentats. La família Gnuní s'esmenta per darrera vegada el 917, desapareixent després de la història.